# Janjucetus
Janjucetus — це вимерлий рід китоподібних і вусатий кит (Mysticeti), з пізнього олігоцену близько 25 мільйонів років тому біля південно-східної Австралії, який містить один вид J. hunderi. На відміну від сучасних містицитів, він мав великі зуби для захоплення та подрібнення здобичі, а також не мав вус, тому, ймовірно, був хижаком, який захоплював великих одиночних тварин, а не фільтрував їх. Однак його зуби, можливо, зчепилися, як у сучасного тюленя-крабоїда, що живиться фільтрацією (Lobodon carcinophaga). Як вусаті кити, Janjucetus не міг ехолокувати; однак у нього були незвичайно великі очі, і тому, ймовірно, мав гострий зір. Єдиний екземпляр був знайдений на пляжі Ян-Юк, де також були виявлені останки вимерлих китів Маммалодона, Проскуалодона та Вайпатії.

## Опис
За оцінками Janjucetus був приблизно 3.5 м у довжину, розміром приблизно з сучасних афалін (Tursiops) і набагато меншим, ніж будь-який живий вусатий кит. Морда була широка і трикутна, не була сплющена або витягнута, як у сучасних вусатих китів. Верхня щелепа (верхня щелепа) становила близько 79% морди. Дві половини нижньої щелепи були зрощені (нижньощелепний симфіз), на відміну від гнучкого нижньощелепного симфізу сучасних вусатих китів, що дозволяє їм значно збільшити розмір ротової порожнини. Порівняно з археоцетами, примітивними китами, морда ширша, що, можливо, було попередником великого рота сучасних вусатих китів. Як і інші вусаті кити, Janjucetus не володів здатністю до ехолокації; проте, можливо, у нього була велика лінія жиру вздовж нижньої щелепи, подібна до сучасних зубатих китів (Odontoceti), що означало б, що він міг розпізнавати ультразвукові сигнали. У нього були незвичайно великі очі для вусатих китів порівняно з розміром його тіла, які були розташовані високо на черепі; ймовірно, він покладався на хороший зір замість ехолокації для навігації.
У Janjucetus не було вус, а замість нього були великі зуби. Різці та ікла утворювали ряд конічних колючих зубів, а премоляри та моляри мали форму зубчастих лез. Зуби були глибоко вкорінені, а щічні зуби мали два корені, можливо, пристосування для поводження з великою здобиччю. Зуби зменшилися в розмірі до задньої частини рота. Він мав чотири або шість різців, два ікла, вісім премолярів і чотири або шість молярів на верхній щелепі. Зуби мали емаль з сильними ребрами, а верхні зуби були розставлені ширше, ніж нижні. Ці зуби, можливо, демонструють, наскільки високоспеціалізованим був Janjucetus для своєї ніші, або вказують на те, що це був еволюційний тупик, враховуючи подальше поширення вусатих китів.

## Галерея

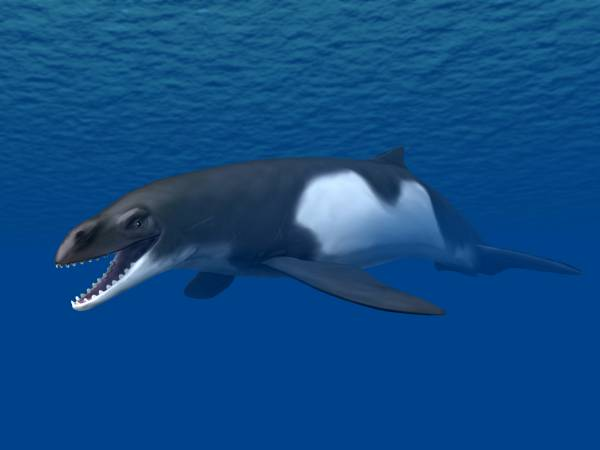
Реставрація
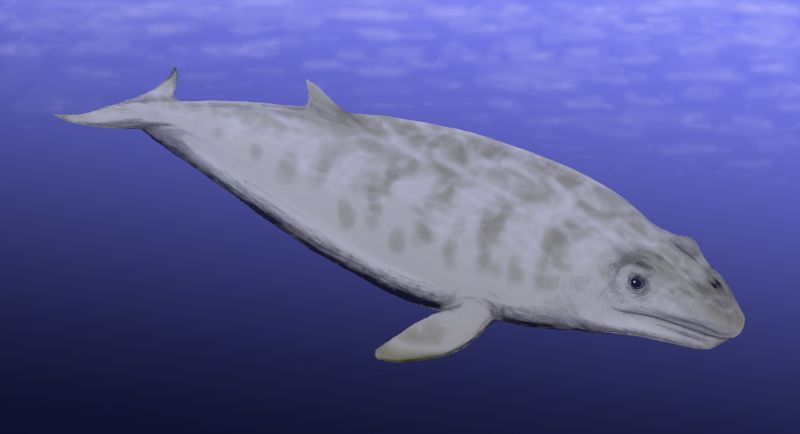
Реставрація